# Joe Strummer and the Mescaleros
Joe Strummer and the Mescaleros, conosciuti anche solo come The Mescaleros, è il gruppo di supporto del cantante e chitarrista del gruppo punk rock The Clash Joe Strummer.

## Storia
Il gruppo nasce all'inizio del 1999 per iniziativa di Strummer e Antony Genn (che aveva già avuto esperienze musicali pop). La prima formazione della band era composta, oltre che da Strummer e Genn,  dal chitarrista Martin Slattery (dai Black Grape), il suo amico bassista Scott Shields, il percussionista Pablo Cook ed il batterista Jed Lynch.
Dopo alcune date negli USA, il gruppo entra in sala di registrazione per incidere l'album Rock Art and the X-Ray Style. Il batterista Jed Lynch, dopo aver inciso diversi pezzi in studio, lascia il gruppo e viene sostituito da Steve Barnard ex batterista di Robbie Williams. Completato l'album (giugno 1999) inizia un primo breve tour inglese con prima data a Sheffield. Durante l'estate del 1999 la band si esibisce in diversi festival. A dicembre Joe ed i Mescaleros arrivano in Europa e suonano anche in Italia (Settembre 1999 a Bologna e dicembre 1999 a Milano).
Nel 2000 fece il suo ingresso nella band, come violinista e chitarra acustica, Tymon Dogg, vecchio amico di Joe Strummer che aveva suonato con lui nei 101'ers. Poco dopo, a causa dell'abbandono del gruppo da parte di Antony Genn e Steve Barnard, avvenne un totale rimescolamento delle posizioni, con il passaggio di Scott Shields alla chitarra, Simon Stafford al basso e Luke Bullen alla batteria al posto di Pablo Cook nel frattempo passato nella band di Moby. Sempre nello stesso anno iniziarono un tour in USA, Gran Bretagna ed Irlanda; anche in queste date la loro scaletta rimarrà la stessa, ovvero un mix tra canzoni dei Clash e grandi successi reggae.
Anche nel 2001 e nel 2002 il gruppo continuerà a girare il mondo in tour insieme a Barry Scratchy Myers - cantando e suonando sempre ogni tipo di genere, rock, punk rock, rockabilly, reggae, funk, hip hop e jazz, come nella migliore tradizione che Joe Strummer aveva trasmesso anche ai Clash - fino al loro ultimo concerto tenutosi a Liverpool il 22 novembre 2002. Un concerto che rimarrà nella storia, oltre che per essere l'ultima apparizione dal vivo di Joe Strummer, che morirà esattamente un mese dopo (il 22 dicembre 2002), per la contemporanea presenza sul palco, dopo vent'anni, di Strummer e Mick Jones.

## Formazione
- Joe Strummer — voce, chitarra elettrica (1999-2002)
- Martin Slattery — chitarra elettrica, tastiere, sassofono, flauto
- Scott Shields — chitarra, basso (1999-2002)
- Antony Genn — chitarra (1999-2000)
- Simon Stafford — basso, trombone (2001-2002)
- Tymon Dogg — violino, chitarra acustica, tastiere (2000-2002)
- John Blackburn — basso (2000)
- Jimmy Hogarth — basso (2000)
- Pablo Cook — percussioni (1999-2001)
- Luke Bullen — batteria (2001-2002)
- Steve "Smiley" Barnard — batteria (1999-2000)

## Discografia parziale

### Album in studio
- 1999 - Rock Art and the X-Ray Style
- 2001 - Global a Go-Go
- 2003 - Streetcore

### Album dal vivo
- 2012 - Friday 15th November 2002 Acton Town Hall, London

### Raccolte
- 2012 - The Hellcat Years

### EP
- 2004 - The Acton E.P. - Benefit Concert Acton Town Hall 15th November 2002

### Singoli
- 1999 - Yalla Yalla
- 1999 - Tony Adams (The Morning Sun)
- 2001 - Johnny Appleseed
- 2003 - Coma Girl
- 2003 - Redemption Song
- Bankrobber 99

### Partecipazioni
- 2006 - AA.VV. Best of Punk-O-Rama